# Wilhelm Heim (Schauspieler)
Wilhelm Heim (* 11. Mai 1888 in Marburg an der Drau, Österreich-Ungarn; † 31. August 1954 in Wien) war ein österreichischer Schauspieler bei Bühne und Film.

## Leben und Wirken
Heim hatte an der Wiener Universität Germanistik und Romanistik studiert, nebenbei Schauspielunterricht genommen und ab 1909 mit dem Ensemble seiner slowenischen Heimatstadt Marburg als Wilhelm Heim-Groschonig Theater gespielt. Zu seinen folgenden frühen Schauspielstationen zählen zahlreiche Orte der k.u.k.-Provinz wie etwa Innsbruck, Pettau, Klagenfurt, Laibach, Teplitz-Schönau, Bad Ischl und Graz, wo er während des Krieges an den Vereinigten Städtischen Bühnen der steirischen Landeshauptstadt wirkte. Anschließend (1916) ging Heim zunächst ins böhmische Reichenberg (Liberec), wo er zu Beginn der 1920er Jahre auch als Regisseur wirken durfte. Anschließend gab er bis 1923 eine Stippvisite am Prager Deutschen Landestheater. Im September desselben Jahres wurde Heim nach Wien geholt, wo man ihn sukzessive an Spielstätten wie die Renaissancebühne, das Deutsche Volkstheater, die Kammerspiele und auch ans Burgtheater Wiens verpflichtete.
In der österreichischen Hauptstadt verbrachte Wilhelm Heim den Rest seiner künstlerisch aktiven Jahre und machte sich einen Namen als Interpret von Nestroy- und Raimund-Charakteren (etwa als Geist Azur in Der Verschwender). Anders gelagerte Hauptrollen übernahm Wilhelm Heim mit dem Peer Gynt, dem Hamlet, dem Kaufmann von Venedig und dem Coriolanus. Auch in anderen Shakespeare-Stücken wie etwa Der Widerspenstigen Zähmung, wo man ihn als Petrucchio sehen konnte, wurde Heim gern besetzt. Während des Zweiten Weltkriegs ließ man ihn auch wieder Stücke inszenieren, wie beispielsweise am Wiener Stadttheater das musikalische Lustspiel Graf Schorschi. Hin und wieder trat der Wahlwiener Künstler mit Nebenrollen auch in österreichischen Filmen – am besten ist er für seinen Komödiendichter Alois Gleich in der Ferdinand-Raimund-Biografie Brüderlein fein in Erinnerung – auf und betätigte sich als Bearbeiter literarischer Stücke und als Bühnenschriftsteller (Einakter, Lustspiele und ein Hörspiel). Heim stand 1944 in der Gottbegnadeten-Liste des Reichsministeriums für Volksaufklärung und Propaganda.

## Filmografie
- 1930: Geld auf der Straße
- 1935: Episode
- 1942: Brüderlein fein
- 1943: Die goldene Fessel
- 1946. Die Welt dreht sich verkehrt
- 1947: Wiener Melodien
- 1947: Singende Engel
- 1948: Der Engel mit der Posaune
- 1954: Der Färber und sein Zwillingsbruder (Fernsehfilm)